# Parafia św. Jadwigi Śląskiej w Tychach
Parafia św. Jadwigi Śląskiej – rzymskokatolicka parafia znajdująca się w Tychach. Parafia należy do dekanatu Tychy Stare w archidiecezji katowickiej. Odpust w niedzielę po 16 października.

## Historia
W dniu 3 listopada 1985 r. parafia św. Marii Magdaleny w Tychach otrzymała zgodę na budowę kaplicy katechetycznej w dzielnicy Glinka. Budowniczym ośrodka parafialnego został ustanowiony ks. Stefan Nowok. Rozpoczął on pracę od wybudowania murowanego baraku, który pełnił funkcję prowizorycznej kaplicy wraz z salkami katechetycznymi. Uroczystego poświęcenia kaplicy dokonał 6 października 1986 r. biskup katowicki Damian Zimoń. Przy tej kaplicy zaczęła tworzyć się nowa parafia.
Zezwolenie władz miejskich na budowę nowego kościoła w Tychach wydano 9 maja 1986 r., zaś 9 października 1986 r. została erygowana stacja duszpasterska św. Jadwigi Śląskiej.

## Kościół parafialny

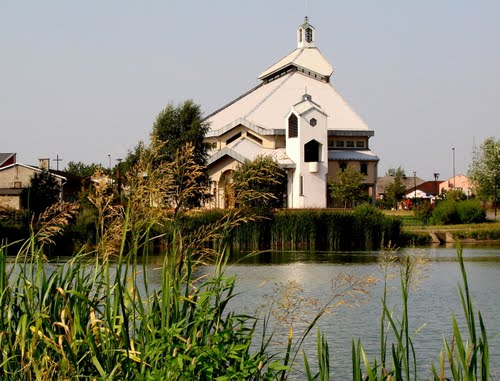
Kościół parafialny

W lipcu 1987 r. uroczyście wmurowano kamień węgielny, który został przywieziony z rzymskich katakumb. Budowę obiektu sakralnego rozpoczęto 4 listopada 1987 r. Pracom budowlanym przewodniczył Henryk Kral. Autorami projektu kościoła byli Maria i Andrzej Czyżewscy. Projekt kościoła został bardzo wysoko oceniony przez Komisję ds. Sztuki Sakralnej Kurii Diecezjalnej w Katowicach. Dekretem biskupa katowickiego z 1 lipca 1988 r. została erygowana parafia św. Jadwigi Śląskiej. Powstała przez wyłączenie części parafii św. Jana Chrzciciela i św. Marii Magdaleny w Tychach. 16 października 1993 r. arcybiskup Damian Zimoń dokonał poświęcenia kościoła, który był jeszcze w stanie surowym i nie posiadał wystroju wewnętrznego.
W pierwszym okresie istnienia parafia liczyła 2 tysiące wiernych. Po poświęceniu kościoła, przyłączono do niej jeszcze część parafii św. Jana Chrzciciela. W chwili obecnej parafia liczy ok. 6500 wiernych.
Parafia nawiązała także partnerstwo z parafią św. Jadwigi Śląskiej w Essen. Owocem tej współpracy były liczne wyjazdy i wymiany między parafiami a także goszczenie przez niemiecką parafię grupy około 65 młodych ludzi z tyskiej parafii w czasie Światowych Dni Młodzieży w Kolonii (2005 r.). Niemiecka parafia ofiarowała także ławki oraz, po brutalnym włamaniu na probostwo, które zostało doszczętnie zdewastowane, parafia św. Jadwigi z Essen przekazała znaczną sumę pieniędzy na wsparcie budowy już powstającego nowego probostwa.